# Hauswöhr
Das sogenannte Hauswöhr ist ein etwa 2,5 Hektar großer Baggersee mit Verbindung zum Main in Sommerach im unterfränkischen Landkreis Kitzingen.

## Geografische Lage
Das sogenannte Hauswöhr liegt am linken Ufer des Altmains in der unterfränkischen Gemeinde Sommerach im Landkreis Kitzingen. Der angrenzende Flussabschnitt wurde durch den Bau des Mainkanals zwischen Volkach und Gerlachshausen in den 1950er Jahren aus der wirtschaftlichen Nutzung als Schifffahrtsstraße genommen und ist heute vor allem touristisch erschlossen. Der See wird im Norden und Nordosten von der Kreisstraße KT 29 begrenzt, die zwischen den Gemeinden Sommerach und Nordheim am Main verläuft. Der See besitzt einen schmalen Durchlass zum angrenzenden Main und ist zwischen dem Ochsenfurter See im Norden und dem Pfennigwöhr im Süden gelegen.

## Geschichte
Der Name Pfennigwöhr verweist auf eine Flurlage, die bereits im 19. Jahrhundert an der Stelle des heutigen Sees existierte. Das Areal war in der Vergangenheit immer wieder von Überschwemmungen des Mains bedroht, weshalb hier lediglich Wiesenflächen extensiv bewirtschaftet wurden. Nach dem Ende des Zweiten Weltkrieges führte der Baubedarf auch in Sommerach źur Ausbeutung von Sand- und Kiesböden in Mainnähe. Diese Rohstoffe wurden insbesondere für den Ausbau der Straßen in Unterfranken verwendet. Erste Baggerarbeiten fanden 1948 statt und brachten bis 1962 einen ersten See etwas weiter im Süden hervor.
Im Jahr 1956 stieg die Kitzinger Firma Lenz-Ziegler-Reifenscheid in die Förderung der Mainsande ein. Zunächst wurden die sogenannten Wehrwiesen bebaut. 1962 gelang es dann der Firma, auch die Flächen am Pfennigwöhr und am Hauswöhr sowie einige Areale des Gemeindewaldes abzubaggern. Das Hauswöhr wurde im Jahr 1989 aus der wirtschaftlichen Nutzung genommen. Es folgten von der Firma initiierte Renaturierungsmaßnahmen, die insbesondere die Uferbepflanzung umfassten. Der See ist heute vor allem als Rückzugsort für seltene Tier- und Pflanzenspezies bekannt.

## Schutzgebiete
Am und um das Teilwöhr gibt es eine Vielzahl von Schutzgebieten unterschiedlicher Schutzkategorien. Die gesamte Fläche ist Teil des Landschaftsschutzgebietes Volkacher Mainschleife, der größten Flussmäanderlandschaft in Bayern. Viele Biotope ziehen sich um den See, darunter Auwälder und lineare Gewässerbegleitgehölze am Main zwischen Volkach-Köhler und Sommerach. Der See selbst ist ebenfalls als Biotop eingetragen, wobei seine Naturnähe hervorgehoben wird. Irrtümlicherweise wird das Gewässer vom Bayerischen Landesamt für Umwelt in der benachbarten Gemarkung Neuses am Berg verortet.
Der See liegt im Fauna-Flora-Habitat Mainaue zwischen Grafenrheinfeld und Kitzingen und im Vogelschutzgebiet Maintal zwischen Schweinfurt und Dettelbach. Daneben ist er Teil des Naturschutzgebietes Mainaue zwischen Sommerach und Köhler. Schutzzweck des Areals ist die Erhaltung des vielfältigen Standortmosaiks der Aue. Insbesondere sollen Wiesen, Auwaldreste, Buhnenfelder und Verlandungsflächen am Main, sowie Hochstauden und Weidengebüsche unter Schutz gestellt werden. Am See ist außerdem die Nachtigall (Luscinia megarhynchos) heimisch.